# Real Academia Galega

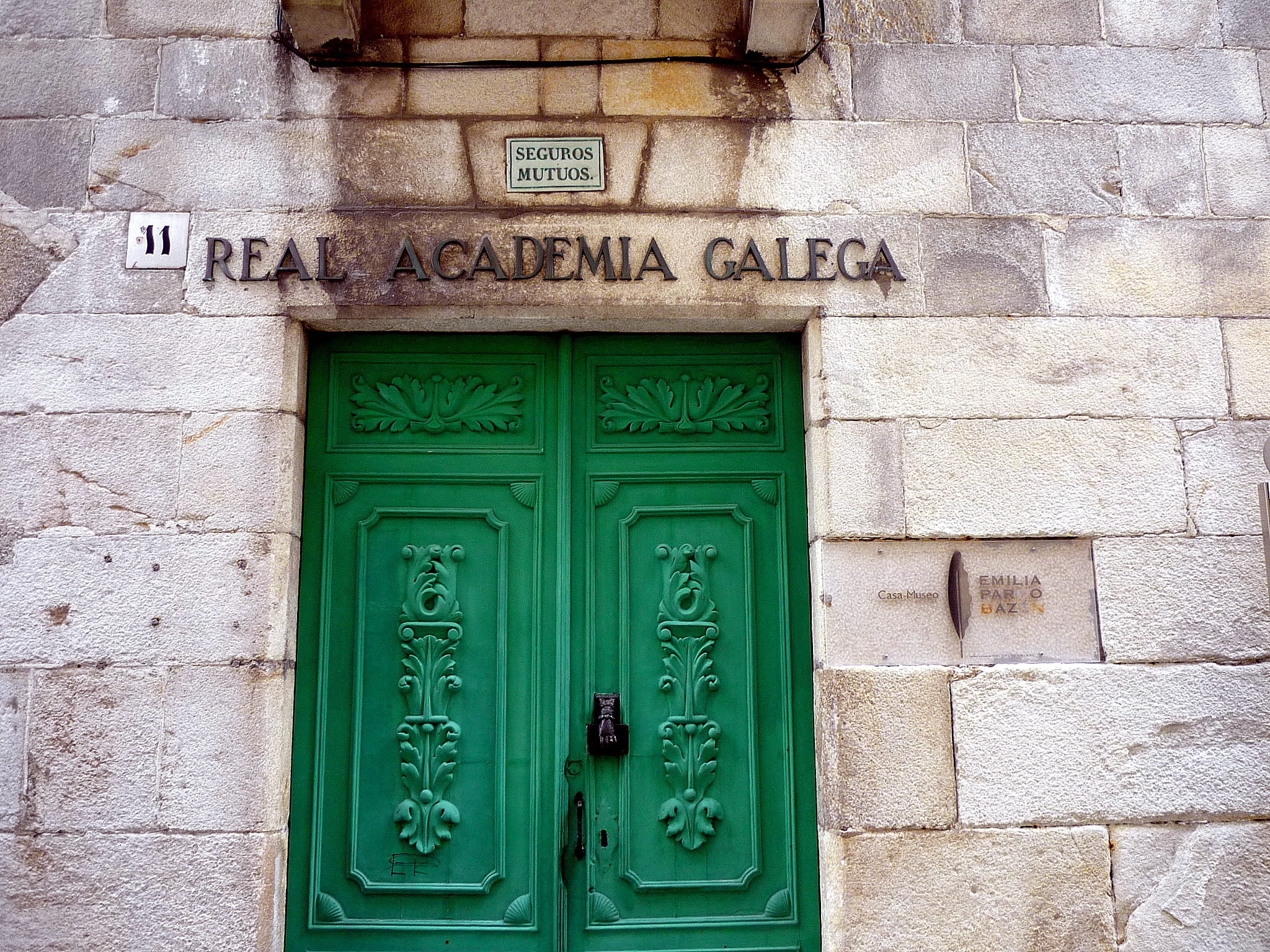
Sede della Real Academia Galega, A Coruña

La Real Academia Galega (lett. "Accademia Reale Gallega") è un'istituzione scientifica creata nel 1906, che ha come principale scopo lo studio della cultura galiziana, ed in particolar modo della lingua. 
La sede dell'Academia è nella città di La Coruña, capoluogo della provincia omonima e seconda città della Galizia.
L'attuale presidente è il giornalista e scrittore Víctor Freixanes.